# Teretia anceps
Teretia anceps é uma espécie de gastrópode do gênero Teretia, pertencente a família Raphitomidae.